# Рубенштейн, Джей
Джей Рубенштейн (англ. Jay C. Rubenstein; род. 1967, Кушинг, Оклахома) — американский историк-медиевист. Доктор философии (1997), профессор Университета Южной Калифорнии, заведовал там кафедрой истории, преподавал в Университетах Теннесси и Нью-Мексико. Изучает культурную и интеллектуальную историю Высокого Средневековья, уделяя особое внимание крестовым походам, монашеству, библейской экзегезе. Директор Центра досовременного мира. Макартуровский стипендиат (2007). Лауреат Koren Prize (2005) и Phi Beta Kappa Emerson Award.
Его родители управляли компанией по переработке металлолома. Когда ему удалось поступить в оксфордскую аспирантуру, в его родном городе были так взволнованы этой новостью, что назвали в его честь улицу. Он проведет четыре года в Оксфорде, год в Риме и четыре в Париже. Степень доктора философии получил в Калифорнийском университете в Беркли. Публиковался в HuffPost, Religion Dispatches.
Его небесспорную книгу Armies of Heaven: The First Crusade and the Quest for Apocalypse (New York: Basic Books, 2011) {Рец., , } Терри Джонс охарактеризовал как «захватывающую» и назвал самой увлекательной о крестовых походах, какую он читал. Один из рецензентов отметил, что оный труд «представляет собой тщательно проработанное, хорошо написанное и захватывающее исследование того, как участники Первого крестового похода рассматривали это предприятие». В то же время Джонатан Райли-Смит отмечал, что «у Рансимена написано намного лучше».
Также автор Guibert of Nogent: Portrait of a Medieval Mind (2002) — его вышедшей на основе диссертации первой книги, и Nebuchadnezzar’s Dream: The Crusades, Apocalyptic Prophecy and the End of History (Oxford University Press, 2019) {Рец., , }. Своей любимой книгой называл «Долгое прощание» Рэймонда Чандлера.